# スイングドア

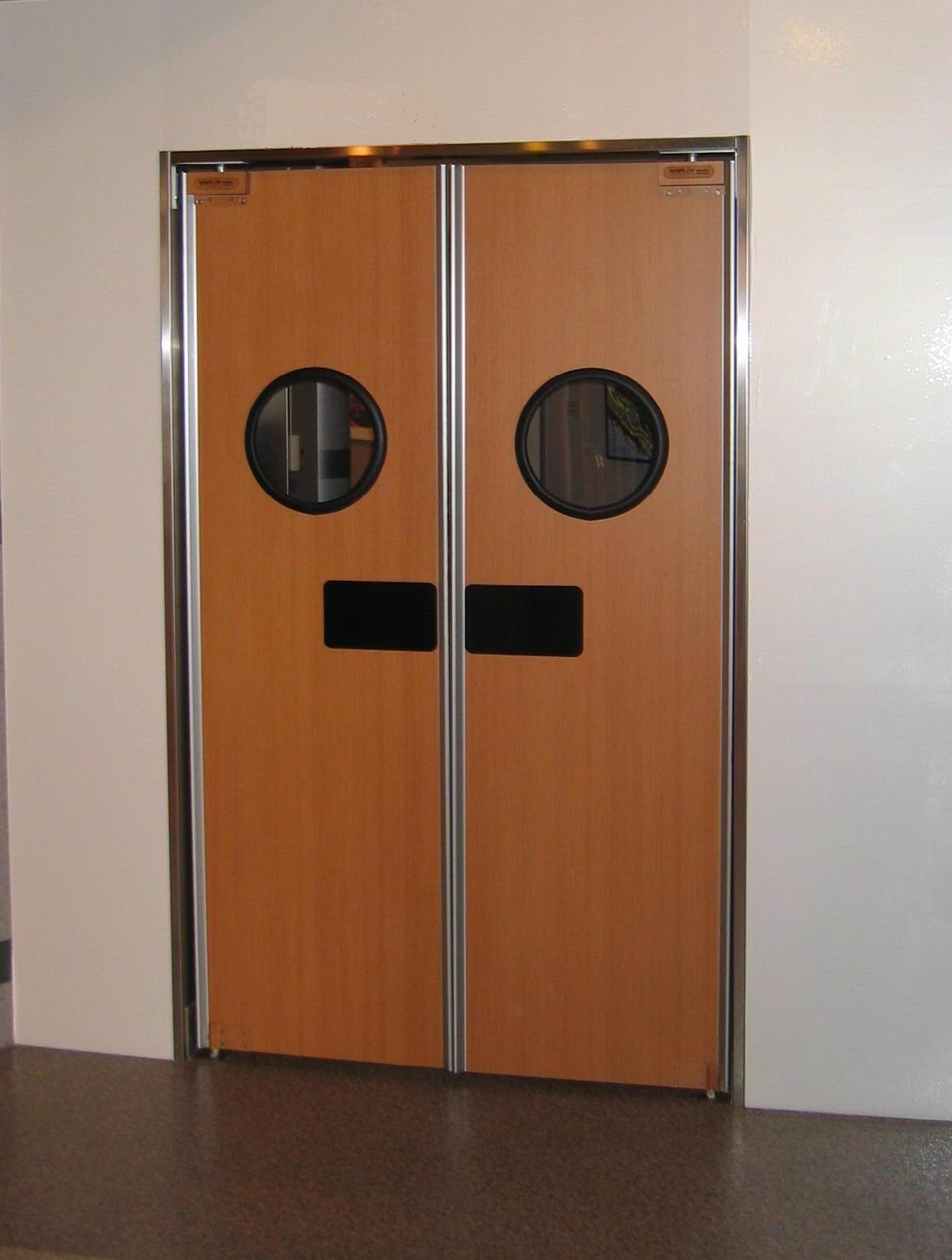
スイングドア

スイングドア（英：Swing door,Traffic door）は、ヒンジ（蝶番）を軸にドアパネルが前後両方向に回動開閉するドアのことを称する。

この項では、スーパーマーケットをはじめとする商業店舗や工場において間仕切として使用される建具である「スイングドア」について解説する。

## 特徴
一種の「グラビティヒンジ」（ドアパネルを押すと螺旋状にせり上がり、ドアパネルの重量で復帰する機構の蝶番）によって、通常のドアのようにドアノブを回しながら引くか押すといった開閉動作を必要としないのが特徴。店舗や倉庫などにおける搬入搬出の際、荷物を積んだ台車やカゴ車をドアに押し当てて通過することができ、その後ドアを閉める動作を必要としないため、作業性を損なわないドアとして普及している。

構造は、ランバーコア合板の心材にステンレスまたはアルミの表面材を重ねたものが主流である。衝撃を与えることを前提としたドアのため、強度と耐久性は非常に高く、使い方によっては十数年以上の使用に堪える。

近年は、大手スーパーチェーンを中心に店舗の売場側にドアが開かないように対策を施す事例が見られる（無目などに戸当たりのような金具を取り付ける場合が多い）。バックヤード側から店舗内へ吹き込む風への対処や来店客との衝突を防ぐ安全確保が目的とされる。

## 日本における歴史
日本における歴史は、スーパーマーケットという業態の発展に少し遅れて、1970年代後半に入ってからとされる。

経緯は定かではない部分も多いが、輸入商社である日本ユニフロー販売（現ユニフロー）が米国Eliason Corporationの「Easy Swing」を輸入販売したのが嚆矢とされる。当時のダイエーやジャスコといったナショナルチェーンに採用されたのを契機に普及が加速した。

今日ではスーパーマーケット以外の業態でも、セブンイレブンやローソンといったコンビニエンスストアをはじめ、ドラッグストア、ホームセンター、飲食店などの各種商業店舗、工場において使用されている。

## 日本のスイングドアメーカー
特定の業態・業種における採用頻度は高いが、市場規模は推定で20億円程度（2009年現在）とされる。大手建具メーカーも参入せず、実質2社が市場を支配するニッチ市場である。中でも草創期にEliason社の製品を国内に持ち込んだユニフロー（現在は自社生産）が、今日まで公称8割という高いシェアを保っている。
- ユニフロー
- 株式会社正和
- 株式会社スイング
- 河淳株式会社

## その他
開拓時代のアメリカ西部ではウエスタン・サルーンと呼ばれる施設があり、入口に前後に開閉できるスイングドア状の扉が付けられている。日本では向こうが見えて間が仕切られているこの形式のドアを「ウエスタンドア」と呼ぶこともある。